# Вдовий дом

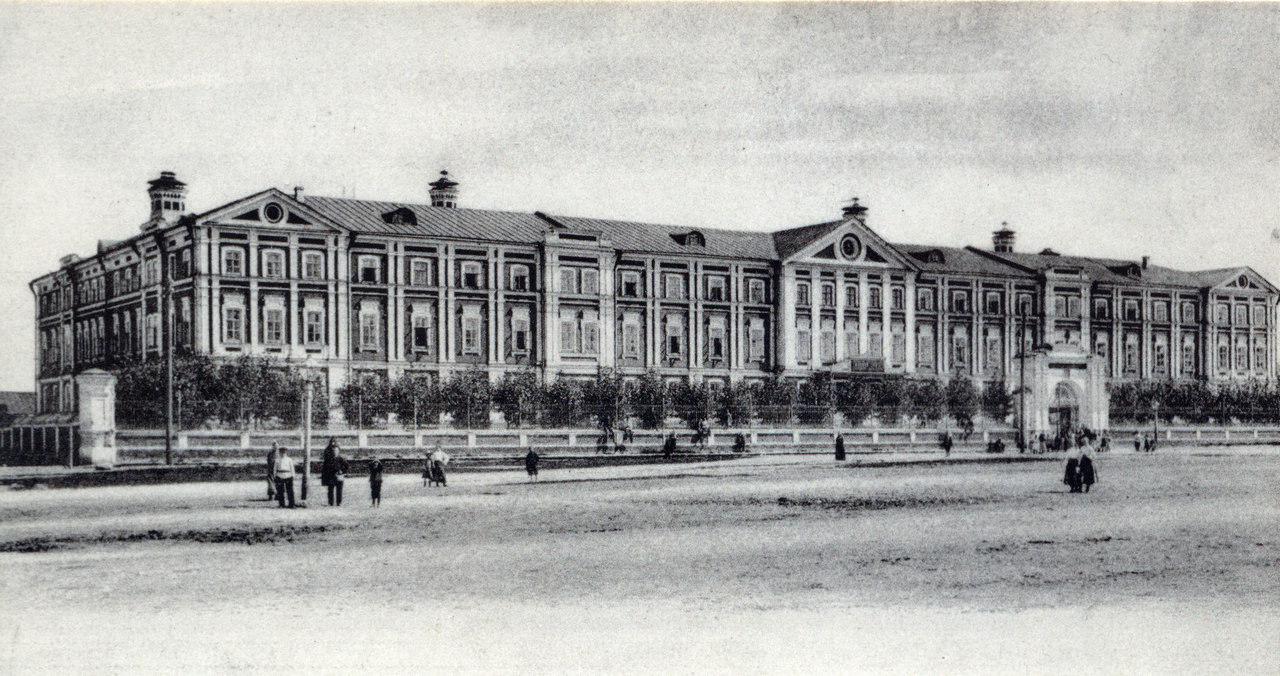
Нижегородский городской общественный имени Блиновых и Бугрова Вдовий дом на площади Лядова. Построен в 1883—1887 годах, архитектор Н. А. Фрейлих. 160 вдов с детьми пользовались в нём бесплатными квартирами, получали бесплатное медицинское обслуживание.

Вдовьи дома — учреждения для призрения (попечения) неимущих, увечных и престарелых вдов лиц, состоявших на государственной службе в Российской империи.

## Вдовьи дома в ведомстве учреждений Императрицы Марии
Вдовьи дома были основаны в Санкт-Петербурге и Москве в 1803 году, первоначально при воспитательных домах, а позже стали занимать самостоятельное место в Ведомстве учреждений императрицы Марии и управляться на основании особых уставов: московский — на основании устава от 9 октября 1854 года, а санкт-петербургский — устава от 24 апреля 1876 года. В Ведомстве учреждений Императрицы Марии Федоровны состоял ещё Белёвский Вдовий дом. Управление санкт-петербургским Вдовьим домом возлагалось на одного из почетных опекунов опекунского совета. Известно о существовании вдовьих домов в Великом Новгороде и Ростове Великом. 

### Статистика
Общее число призреваемых от московского Вдовьего дома не должно было превышать 600 лиц; из них 50 могли находиться в доме на бесплатном содержании, 60 принадлежать к разряду вдов сердобольных, 20 принимались на испытание для поступления в этот разряд, а 470 получали пенсию в размере 30 руб. в год. Комплект призреваемых от санкт-петербургского Вдовьего дома составлял 475 лиц; из них 170 принимались на бесплатное содержание, 125 вдов были пенсионерками, своекоштными и частных лиц, 60 составляли разряд сердобольных, 15 находились на испытании для поступления в этот разряд, а 105 вдов пользовались вне дома временными от него пособиями, в размере 120 руб. в год. 

### Право на призрение
Право на призрение в санкт-петербургском Вдовьем доме имели:
- вдовы лиц военной или гражданской службы, состоявших в офицерских или классных чинах:
- когда мужья их беспорочно прослужили в этих чинах не менее 10 лет
- когда мужья их убиты или умерли от ран, полученных в сражениях, или же погибли от несчастных случаев при исполнении своих служебных обязанностей
- вдовы, прослужившие не менее 15 лет в учреждениях Императрицы Марии в должностях, коим даровано право на получение Мариинского знака беспорочной службы;
- вдовы, прослужившие в означенных учреждениях и должностях не менее 10 лет и вынужденные оставить службу по совершенно расстроенному здоровью. В дом принимались лишь вдовы, имеющие не менее 60 лет от роду; исключение допускалось только для лиц с совершенно расстроенным здоровьем. Временные пособия от Вдовьего дома могли быть назначены лишь тем вдовам, которые, удовлетворяя условиям, поставленным для приема в дом, имели малолетних детей, притом не получали никаких пенсий и бывшие не менее 40 лет от роду. Пособия эти выдавались вдовам до достижения младшими из детей 12-летнего возраста, если ранее они не поступали в учебные заведения на казённый счет.

### Бюджет
В 1889 году расход санкт-петербургского Вдовьего дома составлял 150805 руб. Санкт-Петербургский Вдовий дом имел общий капитал и общий бюджет с домом призрения бедных девиц благородного звания не моложе 60 лет.

### О духовных завещаниях умерших во Вдовьих домах
Особые правила были установлены о духовных завещаниях и об имуществе лиц, умерших во Вдовьих домах. Домашние духовные завещания этих лиц признавались действительными, если они были засвидетельствованы священником Дома, смотрителем и врачом. Имущество, оставшееся после лиц, умерших в этих Домах, выдавалось их наследникам; если наследники в течение 6 месяцев после смерти этих лиц не объявятся, то начальства Домов троекратно публикуют в «Сенатских Ведомостях». Имущество, остающееся не взятым по истечении срока, указанного в последней публикации, а буде публикации не было (что имело место в том случае, когда стоимость оставленного имущества не превышала 15 руб.) по истечении одного года от смерти призреваемых поступала, с разрешения опекунского совета, в пользу Вдовьих домов.

## Вдовьи дома при комитете призрения гражданских чиновников
Состоящий при Собственной Его Императорского Величества канцелярии Комитет призрения заслуженных гражданских чиновников учредил в Санкт-Петербурге приют для вдов и круглых сирот (женского пола) этих чиновников. Устав приюта был Высочайше утвержден 29 июля 1883 года. В приют принимались пенсионерки комитета, вместо получения деньгами пенсии, размер которой не превышал 100 рублей Комплект призреваемых составлял 75 человек и был всегда полон.

## Вдовьи дома призрения вдов и сирот духовного ведомства
В Санкт-Петербурге существовал ещё «Дом призрения вдов и сирот духовного ведомства в память 25-летия царствования императора Александра II», учрежденный на капитал, собранный духовенством санкт-петербургской епархии, и «Дом для вдов и сирот священнослужителей Смоленско-кладбищенской церкви».

## Призрение вдов всякого звания

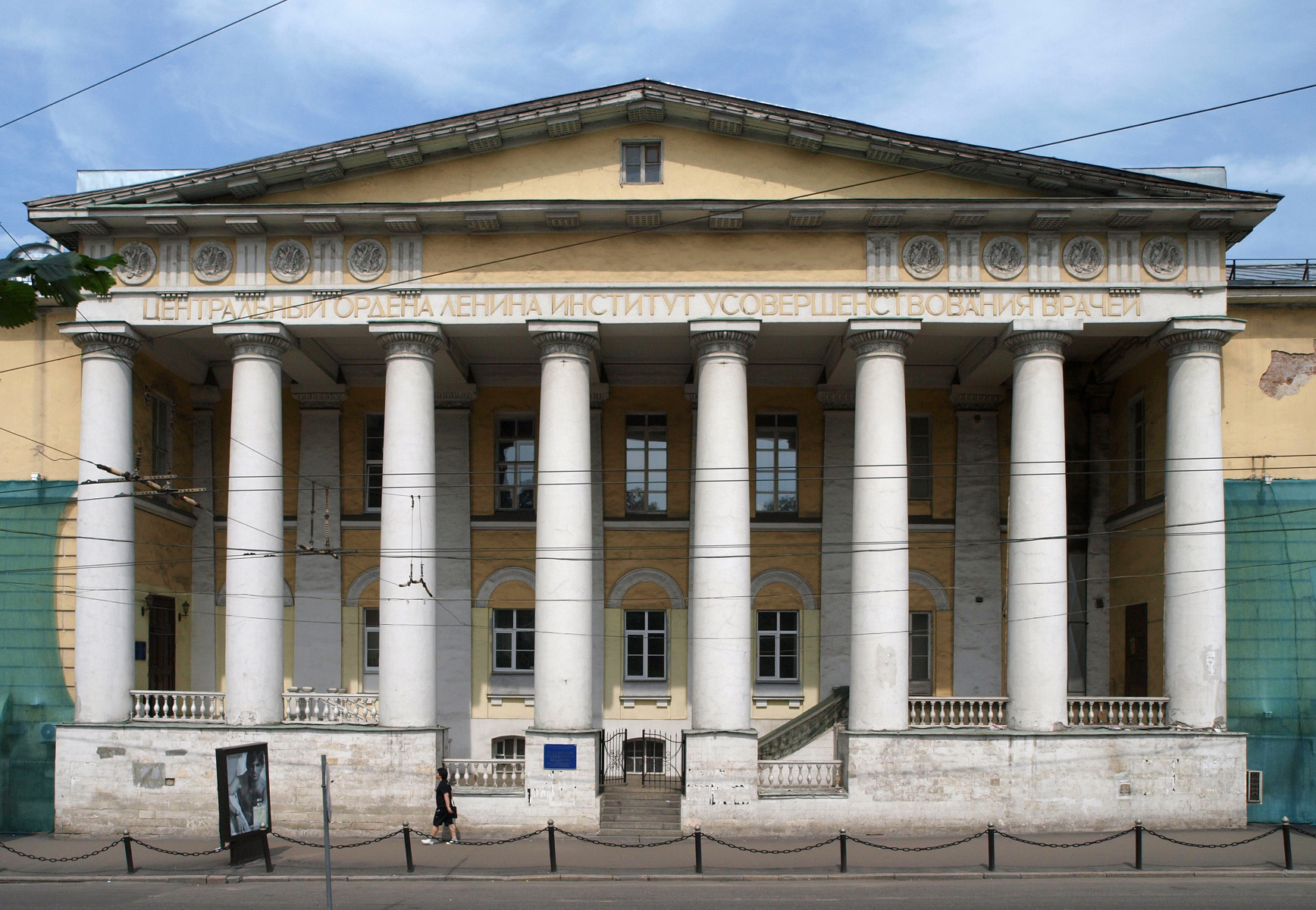
Вдовий дом в Москве — один из двух первых в России

Имелись вдовьи дома для призрения вдов всякого звания, учрежденные частными благотворительными обществами.

### В Санкт-Петербурге
- Вдовий дом прихода евангелическо-лютеранской церкви св. Марии (на 10 чел.).
- Вдовья квартира прихода евангелическо-лютеранской церкви св. Михаила (на 8 чел.).

### В Москве
- Убежище для вдов и сирот, содержавшееся братолюбивым обществом снабжения неимущих квартирами, учрежденное в 1869 году. Построило вдовьи дома в Лефортово.
- Дом вдовьих квартир братьев Ляпиных, содержавшийся на собственный счет учредителей.